# إبرام جوزيف ريان
إبرام جوزيف ريان (بالإنجليزية: Abram Joseph Ryan)‏ هو كاهن كاثوليكي وشاعر أمريكي، ولد في 5 فبراير 1839، وتوفي في 22 أبريل 1886.